# Sparnotheriodontidae
Sparnotheriodontidae — це загадкова вимерла родина літоптернів, відома переважно по зубах. Спарнотеріодонтіди — одна з двох корінних південноамериканських клад копитних, які, як відомо, досягли Антарктиди, інша — астрапотери.

## Опис
Розмір спарнотеріодонтідів коливався від Phoradiadus середнього розміру до великого Sparnotheriodon. Спарнотеріодон і один вид Notiolofos, N. arquinotiensis, за оцінками, мали масу приблизно 400 кг. Інший вид Notiolofos, N. regueroi, був меншим, його маса тіла становила від 25 до 58 кг.

## Класифікація
Філогенетичне положення Sparnotheriodontidae невизначене. Більшість дослідників вважають їх належними до Litopterna. Навпаки, Сіфеллі та Бергквіст стверджували, що спарнотеріодонтиди є кондилартами. Їхня методологія, заснована на спробі пов'язати ізольовані зуби та ізольовані посткраніальні кістки на основі розміру та відносної кількості, була піддана критиці. Філогенетичний аналіз, проведений Chimento та Agnolin у 2020 році та Kramarz et al. 2021 обидва включали один Sparnotheriodontidae, Victorlemoinea, і виявили, що це базальний літоптерн. На відміну від більшості авторів, які розглядають спарнотеріодонтид як родину, у 1997 році МакКенна та Белл класифікували їх як підродину Macraucheniidae.
Sparnotheriodontidae містить роди Victorlemoinea, Sparnotheriodon, Phoradiadus, Notiolofos. Victorlemoinea і Sparnotheriodon можуть бути синонімами. Сорія вважав Heteroglyphis можливим спарнотеріодонтідом, але МакКенна та Белл та Бонд та ін. включив його до Anisolambdinae, причому перший вважав його синонімом Protheosodon.

## Історія
Перший описаний спарнотеріодонт, Victorlemoinea, був названий Флорентіно Амегіно в 1901 році. У 1980 році Мігель Соріа назвав Sparnotheriodont і створив для нього родину Sparnotheriodontidae. Спочатку він класифікував родину як належну до Notoungulata. Спарнотеріодонтіди вперше були ідентифіковані в Антарктиді в 1990 році.

## Палеобіологія, палеоекологія та палеобіогеографія
Спарнотеріодонтиди жили в Південній Америці та Антарктиді. Спарнотеріодонтіди й астрапотери є єдиними кладами наземних плацентарних ссавців, які підтверджено жили в Антарктиді. Спарнотеріодонтиди — травоїдні тварини, що шукають тварин, адаптовані до лісового середовища. Їхня рідкість у скам'янілостях свідчить про те, що вони були фахівцями. Sparnotheriodontidae, можливо, були екологічними еквівалентами Meniscotherium, який не є близьким родичем, але мав схожі зуби. Victorolemoinea жила під час Ріочіканської та Ітаборейської епох наземних ссавців Південної Америки, які відносяться до Іпрського віку еоцену. Нотіолофос коливався від раннього еоцену до рупельського віку олігоцену.